# Marek Malík
Marek Malík (* 24. června 1975, Ostrava) je český hokejový trenér a bývalý obránce.

## Hráčská kariéra
S hokejem začínal v HC Vítkovice. Byl draftován ve 3. kole v roce 1993 týmem NHL Hartford Whalers. Naposledy hrál za klub HC TWK Innsbruck.
Dne 26. listopadu 2005 rozhodl Malík penaltový rozstřel, který byl do roku 2014 nejdelším v historii NHL. V dresu New York Rangers překonal neobvyklým způsobem v 15. sérii gólmana Washingtonu Capitals Olafa Kölziga – puk si protáhl hokejkou mezi nohama a v této pozici vystřelil. Trefil se do horního růžku brány a televizní společnost TSN jej vyhodnotila jako gól roku.[zdroj⁠?!]
V květnu 2014 oznámil ukončení hráčské kariéry.

### Trenérská kariéra
Od roku 2015 působí jako asistent trenéra v klubu HC Frýdek-Místek. V roce 2024 působí Marek Malík v organizaci HC Třinec jako trenér dorostu.

## Ocenění a úspěchy
- 2004 NHL – NHL Plus/Minus Award
- 2011 ČHL – Nejlepší nahrávač na pozici obránce
- 2011 ČHL – Nejproduktivnější obránce
- 2012 ČHL – Nejtrestanější hráč
- 2013 ČHL – Nejtrestanější hráč v playoff

## Prvenství

### ČHL
- Debut – 14. září 1993 (HC Vítkovice proti HC Chemopetrol Litvínov)
- První asistence – 17. září 1993 (HC Vítkovice proti HC České Budějovice)
- První gól – 12. listopadu 1993 (HC Vítkovice proti HC Vajgar Jindřichův Hradec, brankáři Vladimíru Hudáčkovi)

### NHL
- Debut – 22. ledna 1995 (Hartford Whalers proti New Jersey Devils)
- První asistence – 22. ledna 1995 (Hartford Whalers proti New Jersey Devils)
- První gól – 19. října 1996 (Hartford Whalers proti New Jersey Devils, brankáři Jeffu Reeseovi)

## Klubová statistika
| Sezóna  | Klub                | Soutěž |     | Základní část | Základní část | Základní část | Základní část | Základní část |   | Play off | Play off | Play off | Play off | Play off |
| Sezóna  | Klub                | Soutěž | Z   | G             | A             | B             | TM            | Z             | G | A        | B        | TM       |          |          |
| 1993–94 | HC Vítkovice        | ČHL    | 41  | 3             | 4             | 7             | 0             | —             | — | —        | —        | —        |          |          |
| 1994–95 | Hartford Whalers    | NHL    | 1   | 0             | 1             | 1             | 0             | —             | — | —        | —        | —        |          |          |
| 1994–95 | Springfield Falcons | AHL    | 58  | 11            | 30            | 41            | 91            | —             | — | —        | —        | —        |          |          |
| 1995–96 | Springfield Falcons | AHL    | 68  | 8             | 14            | 22            | 135           | 8             | 1 | 3        | 4        | 20       |          |          |
| 1995–96 | Hartford Whalers    | NHL    | 7   | 0             | 0             | 0             | 4             | —             | — | —        | —        | —        |          |          |
| 1996–97 | Springfield Falcons | AHL    | 3   | 0             | 3             | 3             | 4             | —             | — | —        | —        | —        |          |          |
| 1996–97 | Hartford Whalers    | NHL    | 47  | 1             | 5             | 6             | 50            | —             | — | —        | —        | —        |          |          |
| 1997–98 | Malmö Redhawks      | SEL    | 37  | 1             | 5             | 6             | 21            | —             | — | —        | —        | —        |          |          |
| 1998–99 | Beast of New Haven  | AHL    | 21  | 2             | 8             | 10            | 28            | —             | — | —        | —        | —        |          |          |
| 1998–99 | HC Vítkovice        | ČHL    | 1   | 1             | 0             | 1             | 6             | —             | — | —        | —        | —        |          |          |
| 1998–99 | Carolina Hurricanes | NHL    | 52  | 2             | 9             | 11            | 36            | 4             | 0 | 0        | 0        | 4        |          |          |
| 1999–00 | Carolina Hurricanes | NHL    | 57  | 4             | 10            | 14            | 63            | —             | — | —        | —        | —        |          |          |
| 2000–01 | Carolina Hurricanes | NHL    | 61  | 6             | 14            | 20            | 34            | 3             | 0 | 0        | 0        | 6        |          |          |
| 2001–02 | Carolina Hurricanes | NHL    | 82  | 4             | 19            | 23            | 88            | 23            | 0 | 3        | 3        | 18       |          |          |
| 2002–03 | Carolina Hurricanes | NHL    | 10  | 0             | 2             | 2             | 16            | —             | — | —        | —        | —        |          |          |
| 2002–03 | Vancouver Canucks   | NHL    | 69  | 7             | 11            | 18            | 52            | 14            | 1 | 1        | 2        | 10       |          |          |
| 2003–04 | Vancouver Canucks   | NHL    | 78  | 3             | 16            | 19            | 45            | 7             | 0 | 0        | 0        | 10       |          |          |
| 2004–05 | HC Vítkovice Steel  | ČHL    | 42  | 1             | 9             | 10            | 50            | 7             | 0 | 0        | 0        | 37       |          |          |
| 2005–06 | New York Rangers    | NHL    | 74  | 2             | 16            | 18            | 78            | 4             | 0 | 1        | 1        | 6        |          |          |
| 2006–07 | New York Rangers    | NHL    | 69  | 2             | 19            | 21            | 70            | 10            | 1 | 3        | 4        | 10       |          |          |
| 2007–08 | New York Rangers    | NHL    | 42  | 2             | 8             | 10            | 48            | —             | — | —        | —        | —        |          |          |
| 2008–09 | Tampa Bay Lightning | NHL    | 42  | 0             | 5             | 5             | 36            | —             | — | —        | —        | —        |          |          |
| 2009–10 | HC Vítkovice        | ČHL    | 8   | 0             | 4             | 4             | 6             | —             | — | —        | —        | —        |          |          |
| 2009–10 | Genève-Servette HC  | NLA    | 25  | 0             | 4             | 4             | 10            | —             | — | —        | —        | —        |          |          |
| 2010–11 | HC Vítkovice        | ČHL    | 47  | 5             | 24            | 29            | 134           | 14            | 1 | 4        | 5        | 6        |          |          |
| 2011–12 | HC Vítkovice        | ČHL    | 48  | 2             | 14            | 16            | 155           | —             | — | —        | —        | —        |          |          |
| 2012–13 | HC Vítkovice        | ČHL    | 49  | 1             | 16            | 17            | 91            | 9             | 0 | 0        | 0        | 54       |          |          |
| 2013–14 | HC TWK Innsbruck    | EBEL   | 47  | 4             | 14            | 18            | 48            | —             | — | —        | —        | —        |          |          |
|         | NHL celkem          |        | 691 | 33            | 135           | 168           | 620           | 65            | 2 | 8        | 10       | 64       |          |          |

## Reprezentace
| Rok                    | Tým                    | Soutěž                 | Z  | G | A  | B  | TM |
| ---------------------- | ---------------------- | ---------------------- | -- | - | -- | -- | -- |
| 1993                   | Česko 18               | MEJ                    | 2  | 0 | 2  | 2  | 0  |
| 1994                   | Česko 18               | MEJ                    | 7  | 2 | 4  | 6  | 20 |
| 1995                   | Česko 20               | MSJ                    | 7  | 2 | 5  | 7  | 12 |
| 2004                   | Česko                  | SP                     | 4  | 0 | 0  | 0  | 4  |
| 2006                   | Česko                  | OH                     | 8  | 0 | 0  | 0  | 8  |
| Juniorská reprezentace | Juniorská reprezentace | Juniorská reprezentace | 16 | 4 | 11 | 17 | 32 |
| Seniorská reprezentace | Seniorská reprezentace | Seniorská reprezentace | 12 | 0 | 0  | 0  | 12 |